# Aosta
Aosta (en francés: Aosteⓘ, en arpitano: Aoûta) es la principal ciudad del Valle de Aosta en los Alpes italianos. Se encuentra en el lado italiano del túnel del Mont Blanc.

## Ubicación y descripción
Está situada en la confluencia del Buthier con el Dora Baltea (en francés: Doire baltée), en el cruce de las carreteras que conducen al túnel de Mont Blanc y al Gran San Bernardo. La ciudad de Aosta está rodeada por un paisaje montañoso, destacando la cima del Grand Combin.

## Historia

### Leyenda
Narra la leyenda que la ciudad de Cordelia, antecedente de Aosta, fue fundada en 1158 a. C. por Cordelius, jefe de los salasios, descendiente de Saturno, y compañero de expedición de Hércules.

### Época prerromana
Se han encontrado restos de una cultura megalítica —una necrópolis y un área de culto—, datados del III milenio a. C, en el actual barrio de Saint-Martin-de-Corléans.
Posteriormente, fue poblada por la tribu celto-ligur de los salasios.

### Dominación romana
Al final de la segunda guerra púnica, tras la victoria de Escipión el Africano sobre Aníbal en el 202 a. C., Roma empezó a prestar importancia a los Alpes. A fin de proteger la fértil llanura del Po, se construyeron diversas ciudades fortificadas. Sin embargo, desde el primer siglo a. C. la progresiva conquista de la Galia incrementó la importancia estratégica de los puertos del Pequeño y Gran San Bernardo. La población indígena, los salassos, que ofrecía resistencia, fue reducida por el ejército romano en el 25 a. C.
Seguidamente se fundó una ciudad fortificada, Augusta Praetoria Salassorum, en el cruce de las vías al Gran y Pequeño San Bernardo, junto a la confluencia de los ríos Dora Baltea y Buthier. La calle central, el decumano máximo (actuales calles Porta Prætoria, calle Jean-Baptiste de Tillier y calle Édouard Aubert), era la prolongación natural de la vía consular de las Galias que de Milán llegaba al Pequeño San Bernardo.

### Edad Media
A fines del siglo IV la ciudad se convirtió en sede episcopal, dependiendo primeramente de la arquidiócesis de Vercelli y luego de la iglesia metropolitana de Milán. En el siglo VI fue disputada entre los francos y los longobardos; finalmente, pasó al dominio del reino de Borgoña. Durante el Imperio carolingio se desarrolló la Vía Francígena, que unía Aquisgrán con Roma. 
Todo ello, favoreció las relaciones políticas, económicas y comerciales entre ambos lados de los Alpes. Las consecuencias son especialmente evidentes en el plano cultural y lingüístico, pues del latín se desarrollaron dialectos francoprovenzales análogos a los hablados en Saboya, el Delfinado, la Suiza francesa o romanda, y, posteriormente, el francés.
Al disgregarse en 1032 el reino de Borgoña, pasó al dominio del condado, luego ducado, de Saboya, con capital en Chambéry, y, desde 1562, en Turín.

### Edad Moderna y Contemporánea
Fue ocupada por Francia en varias ocasiones (1691, 1704-1706 y 1796-1814).
Aosta ofrece la particularidad de ser la única capital de región italiana que no es al mismo tiempo capital de provincia. Ello se debe a que, en la división provincial diseñada por la ley Rattazzi (1852) del nuevo estado unitario de la casa de Saboya, el valle de Aosta fue incorporado a la provincia de Turín; convertida en región autónoma con la constitución republicana (1948), en la correspondiente ley no se contempla la existencia de provincias en la región.

## Idiomas
En Aosta se emplea el dialecto valdostano del idioma franco-provenzal. Los idiomas oficiales son el italiano y el francés.

## Evolución demográfica
| Gráfica de evolución demográfica de Aosta entre 1861 y 2001 |
|                                                             |
| Fuente ISTAT - elaboración gráfica de Wikipedia             |

## Monumentos
Al visitar la ciudad de Aosta, hace recordar su pasado romano en su esencia. Presenta las huellas visibles de aquella época en importantes monumentos:
- Arco de Augusto: Monumento símbolo icónico de Aosta, erigido por los romanos en el 25 a. C..
- Colegiata de San Orso: Del Siglo X: Iglesia de la época medieval, construida sobre una vieja iglesia. Es el complejo monumental más importante de la ciudad durante su fundación, en honor del emperador Augusto.
- Teatro romano: Edificio público de gran tamaño (se piensa que podía albergar hasta 3000 personas), testimonio de la importancia de la ciudad de Aosta en el pasado.
- Puente romano: Puente antiguo de piedra, construido en el I siglo a. C. para cruzar el torrente Buthier. En la actualidad, el terreno bajo el puente está seco, debido a una inundación que cambió el curso del torrente.
- Basílica paleocristiana e Iglesia de San Lorenzo: Excavaciones de la antigua iglesia paleocristiana, donde fueron sepultados los primeros obispos de Aosta.
- Puerta Pretoria: Puerta principal de acceso a la ciudad de Aosta. Tenía dos arcos paralelos, cada uno con tres pasajes: uno para los carros, y dos para los peatones.
- Palacio del Ayuntamiento (fr. Hôtel-de-ville) y Hôtel-des-États: El Ayuntamiento es de estilo neoclásico y el Hôtel des États era la histórica sede del “Conseil des Commis”, gobierno de la región en época medieval.
- Catedral de la Asunción: Reconstruida a lo largo de los siglos, con diferentes estilos: desde la primera iglesia paleocristiana, pasando por el Románico, el gótico, hasta llegar a su final aspecto barroco y neoclásico.
- Criptopórtico del Foro romano de Aosta:  Doble galería larga que era una prolongación del pórtico del Foro, y que lo protegía de las adversidades meteorológicas.